# Pedro de Pravia
Pedro de Pravia (Pravia, 1525 – Città del Messico, 10 novembre 1590) è stato un religioso spagnolo.

## Biografia
Nativo di Pravia, nelle Asturie, fu orfano dall'infanzia e crebbe nel convento di San Domenico. Più tardi entrò nell'Ordine dei Frati Predicatori. Trasferitosi presso il convento di Santo Stefano a Salamanca, studiò presso l'Università di Salamanca e fu allievo di Melchor Cano e Francisco de Vitoria. In seguito, fu docente presso l'Università di Santo Tomàs di Ávila. Dal 1556 fu docente di teologia dell'Università del Messico, università pontificia fondata nel 1551 e ateneo in cui la sua figura assunse un particolare rilievo.
Fu un sostenitore dei diritti umani dei popoli indigeni.
Fu autore di diverse opere, alcune delle quali perdute.

## Opere
- Pedro de Pravia, "De Eucharistia"